# Mahdi

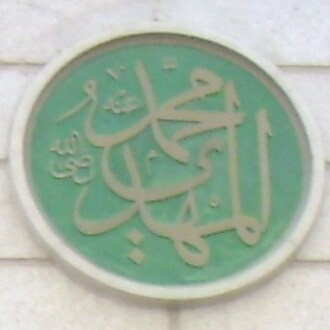
Representación caligráfica del nombre del Mahdi tal como aparece en la Mezquita del Profeta en Medina.

El Mahdi (en árabe: مهدي‎, romanizado: Mahdī, lit. 'El Guiado') es una figura escatológica islámica que, según el islam, vendrá a la Tierra para dirigirla durante algunos años antes del fin del mundo, librándola del mal y restaurando la verdadera religión. Se dice que será un descendiente de Mahoma que aparecerá poco antes que el profeta ʿĪsā (Jesús) y liderará a los musulmanes a gobernar el mundo. 
Aunque no aparece mencionado en el Corán, razón por la cual algunos musulmanes descartan la creencia en su llegada, sí aparece en algunos hadices (tradiciones relativas a los actos y dichos de Mahoma y sus discípulos directos) —si bien dichos hadices no forman parte de las dos colecciones más prestigiosas, las de Al-Bujari y Muslim b. al-Haŷŷaŷ. La creencia en el Mahdi cobra por primera vez importancia en los siglos VII y VIII durante las luchas entre distintas facciones del islam, durante la confusión y agitación social producida por las revueltas religiosas y políticas de los dos primeros siglos del islam. Las primeras referencias al Mahdi aparecen a finales del s. VII, cuando el revolucionario Mujtar al-Thaqafi (c. 622–687) declaró a Muhammad ibn al-Hanafiyyah, un hijo del califa Ali (r. 656–661), como el Mahdi. Si bien el concepto de un Mahdi no es una doctrina esencial en el islam, es popular entre los musulmanes. Ha sido parte del ʿaqīdah (credo) de musulmanes por 1400 años. 
A lo largo de la historia, varios líderes han reclamado este título, o lo han recibido de parte de sus seguidores. Entre estos se incluyen Muhammad Jaunpuri, fundador de la secta Mahdavia; el Báb (Siyyid Ali Muhammad), fundador del Babismo; Muhammad Ahmad, quien estableció el Estado Mahdista en Sudán a finales del siglo XIX; Mirza Ghulam Ahmad, fundador del movimiento Ahmadía; Massoud Rajavi, líder del MEK; Riaz Ahmed Gohar Shahi, fundador de la Messiah Foundation International; Wallace Fard Muhammad, fundador de la Nación del Islam y un líder de secta turco, Adnan Oktar.
El mahdismo es central a la corriente chiita, aunque también está muy extendido entre los suníes. Las dos ramas del islam, sin embargo, discrepan extensamente respecto a los atributos y estatus del Mahdi. Los chiitas tienen puntos de vista alternativos sobre qué descendiente del Profeta Mahoma es el Mahdi. Los duodecimanos, que conforman la mayoría de los chiitas hoy en día, creen que Muhammad al-Mahdi, el hijo del undécimo Imam Hasan al-Askari, es el duodécimo imam y está en ocultación (ghayba) por voluntad divina, y es el Mahdi esperado. El califa Muhammad al-Mahdi no es huérfano como lo fue el profeta Mahoma. Los chiitas ismailíes tayyibíes, incluidos los Bohras Da'udíes, creen que un Imam de la progenie de At-Tayyib Abu'l-Qasim es el actual oculto Imam y Mahdi. La fe bahá'í cree que el Báb fue el Mahdi, el retorno espiritual del duodécimo Imam chiita. Estas perspectivas son rechazadas por la mayoría de suníes, quienes afirman que el Mahdi está aún por nacer. 

## El Mahdi para los suníes
En el islam sunita, corriente mayoritaria dentro del Islam, la doctrina del Mahdi no es importante teológicamente y permanece en cambio como una creencia popular. Los suníes creen que el Mahdi nacerá en los Últimos Tiempos, por lo que, a diferencia de los chiíes, no admiten que ningún personaje histórico haya podido ser el Mahdi. Se cree (según un hadiz atribuido a Mahoma) que será un descendiente de los Ahl al-Bayt (la familia del Profeta) y que vendrá a este mundo inmediatamente antes del regreso de Jesús para llenar el mundo de justicia y equidad, tal y como fue llenado de injusticia y opresión, antes del Yaum al-Qiyamah (el Día del Juicio Final). También se indica que acabará con la pobreza.

## El Mahdi para los chiíes
Entre los chíes imamíes o duodecimanos el símbolo del Mahdi se convirtió en una idea poderosa y central combinada con la figura del último de los doce Imanes, probablemente a raíz del estatus minoritario de la comunidad y a sus sentimientos de ser víctimas de persecuciones e injusticias. Entre los imamíes se empezaron a crear listas sobre las cualidades que debía tener el Mahdi, que incluían el que su nombre debería ser Muhammad, descender del Profeta, el modo de su aparición, la extensión de su gobierno (siete, nueve o diecinueve años) y su misión de restaurar la justicia en la tierra.
Para los imamíes, rama principal de los chiíes, el duodécimo y último imam, Muhammad al-Mahdi, nació en Irak, en la ciudad de Samarra, en el año 255 de la Hégira (869 d. C.) y vivió hasta que su padre, el undécimo imam, Abu Muhammad al-Hasan ibn Alí, fue martirizado en el año 260 de la Hégira (871 d. C.). En ese momento, siendo un niño, las pocas personas que lo pudieron conocer alegaron que había «desaparecido o se había ocultado»; según los imamíes, vive desde entonces oculto y en un futuro (de debatido pronóstico) volverá al mundo como redentor.
Sus pseudónimos más conocidos son Imam Al Asr (‘el imam del período’), Sáhib Al-Zamán (‘el Señor de la Época’), Al Mahdi y Abul Qásem, que era una de las formas en la que llamaban al profeta Mahoma.
| Predecesor: Hasan al-Askari | 12.o imam 874-presente | Sucesor: Final |

### Las ocultaciones
Mahoma, el profeta del islam dijo:

Si no quedara en el mundo un solo día de vida, Dios lo prolongaría hasta enviar al mundo a un hombre de mi comunidad y de mi casa (Áhlul Báit, la descendencia). Su nombre será igual al mío, llenará la tierra con equidad y justicia del mismo modo que estuvo llena de opresión y tiranía.

#### La causa de ocultación
Los chiitas creen que para la ocultación existen algunas causas:
- Una prueba para la gente

Según las narraciones una de las costumbres de Dios es probar a la gente para elegir a los siervos puros y creyentes. Este mundo es una prueba para los creyentes, y una de las dificultades que se les plantean es la ausencia del Mahdi. Quien crea en la existencia del Mahdi, que él está vivo y vive entre la gente, será una persona fiel a la promesa de Dios. Los Imames de los chiitas aconsejaron que en el período de ausencia del Mahdi, se debía cuidar la religión. 
Por otro lado, en el período de ausencia del Mahdi, algunos dudarán de su existencia, y esto será un examen divino para elegir a los verdaderos creyentes.
Musa ibn Ya'far (el séptimo Imam de los chiitas) dijo:

Cuando el quinto hijo de mis hijos no esté presente entre ustedes, cuida de tu religión y tus creencias, y cuida que no seas de los que salen del Islam.

Zorareh (uno de los compañeros de Jaafar Al-Sadiq) dijo:

Ya'far as-Sadiq nos dijo: «Para el Imam esperado, habrá para él una ocultación antes su venida».

Yo pregunté: «¿Por qué?»

Él dijo: «Para mantener su vida».

### La ocultación menor (ghaybat-e sughra)
La Ocultación Menor (ghaybat-l sughra) que comenzó el año 260 Hégira y terminó el año 329 Hégira, durante casi 70 años.
El Imam eligió como delegado (Naib) especial por un tiempo a Ozman Ibn Said Umeri, uno de los compañeros de su padre y de su abuelo, quien fue su confidente y amigo de confianza. A través de este delegado el Imam respondía las preguntas y cuestiones de la shia.
Después de Ozmán fue elegido delegado del Imam su hijo Muhammad Ibn Ozman Umari.
Después de la muerte de este, el delegado especial fue Abul Qasim Husein lbn Ruh Naubajú, y cuando este falleció, fue designado para la tarea Ali Ibn Muhanunad Simmari.
Pocos días antes de la muerte de Simmari el año 329 Hégira fue dada a conocer una disposición por el Imam Mahdi en la que comunicaba que en seis días él (el representante) moriría.
De aquí en adelante la delegación especial cesaría y comenzaría la ocultación mayor (ghaybat-l Kubra) que continuaría hasta que Dios concediera permiso al Imam Mahdi para manifestarse por sí mismo.

### La ocultación mayor (ghaybat-e Kubra)
La segunda ocultación, que comenzó en año 329 Hégira y continuará mientras Dios lo desee.
En este periodo Imam no tiene delegado especial pero los Imames nos han mandato que nos acudamos a los delegados generales que en este periodo los que dicen las narraciones y aprehenden los mandatos de Dios por el Corán y la narración.
«Eshagh Ibn Yaaghub pidió de Muhammad Ibn Ozman que él pregunte de Imam Mahdi: ¿En la época ocultación a quién tenemos que suplicar?
Imam Mahdi escribió en una carta para Muhammad Ibn Ozman (el segundo delegado especial): suplicad a los que narran nuestras narraciones, ellos son mis pruebas para ustedes y yo soy prueba de Dios».

### El Mahdi para los Ismailíes
Para la rama Chií de los Septimanos o Ismailíes este es un concepto fundamental: el origen del ismailismo se remonta a la muerte, en 765, del sexto imán chiita y las discusiones a propósito de su sucesión. Dicho imán, Ya'far as-Sadiq, había nombrado sucesor a su primogénito Isma'il pero este murió unos años antes que su padre. La parte de la comunidad chií que más adelante formará la rama de los imamíes decidió que el sucesor era su otro hijo, Musa al-Kazim, como séptimo imán. El grupo llamado después ismailí, sin embargo, no admitió la muerte de Isma'il y extendieron la creencia de que se había ocultado y que volvería al final de los tiempos como mahdi.

### Importancia Contemporánea de la Doctrina en el Chiismo
Un motivo central en la piedad y el discurso en el islam chií es la expectativa y ansiosa anticipación del regreso del Mahdi. El hecho de que se crea que los académicos religiosos chiitas siguen aún hoy recibiendo las bendiciones y guía de parte del Mahdi les da un carisma y autoridad mayores que la que tienen sus equivalentes en el islam sunita. Tradicionalmente, la teoría política chií declaró que todos los poderes temporales eran ilegítimos en ausencia del imán, y sólo recientemente permitieron el concepto de un gobierno paternalista compuesto por autoridades religiosas (wilayat al-faqih) como el que existe hoy día en la república islámica de Irán.

## Movimientos sociales en torno a la creencia
Como muchas creencias similares de otros ámbitos culturales (mesianismo entre los judíos, sebastianismo en Portugal, falso Dimitri en Rusia), esta contiene el componente milenarista que las hace tan populares. Por ello, se han sucedido esporádicamente movimientos sociales y políticos originados por personas quienes afirman ser el Mahdi, no reconocidos mayoritariamente, aunque con diverso impacto temporal o local.
Varias personas han sido llamadas, por sí mismas o por otros, como el Mahdi escogido. El primero fue Muhammad al-Hanafiyya (muerto en el año 700), hijo de Ali de una esposa diferente a Fátima, cuyo rol como el Mahdi fue promovido por al-Mukhtar (muerto en 687), por propósitos fundamentalmente políticos. Además de los diferentes imanes que han sido considerados el Mahdi entre los chiíes duodecimanos e ismailíes, otras personas han afirmado ser el Mahdi más recientemente tanto en contextos chiíes como suníes, incluyendo a Muhammad Mahdi (Muhammad Jaunpuri) de Jaunpur in India (muerto en 1504), cuyos seguidores existen aún hoy como una secta musulmana llamada Mahdavismo. 
Asimismo, Muhammad Ahmad Ibn Abd-Allāh (1843-1885) dirigió la sublevación de los derviches en el Sudán de finales del siglo XIX. Ocupó Jartún y derrotó al general inglés Gordon (Gordon Bajá), provocando una intervención inglesa que alteró la política exterior del primer ministro Gladstone. Esta «revuelta del Mahdī» contra ingleses y egipcios fue el origen de la subsiguiente batalla de Omdurmán (1898), con la victoria de lord Kitchener.

## Movimientos religiosos en torno a la creencia
Diversos líderes religiosos se han autoproclamado como el profetizado Mahdi, aunque en ningún caso con aceptación de la mayoría de la población musulmana, entre ellos se incluyen los quizás más destacados: 
- Bahá'u'lláh[cita requerida], iraní fundador del bahaísmo (también aseguró ser el mesías judío, la segunda venida de Jesús, el Avatar Kalki hindú y el Buda Maitreya, es decir, la figura mesiánica prometida de las religiones mayoritarias del mundo).
- Mirza Ghulam Ahmad, fundador de la Comunidad Ahmadía en Hindustán.
- Dwight York, estadounidense fundador del Nuwaubianismo.

## Signos de la llegada o regreso del Mahdi
Una de las razones por las cuales su declaración como Mahdi no fue aceptada generalizadamente es que, según las profecías del islam, el teatro principal de los acontecimientos del Mahdi sería en las ciudades sagradas del islam en lo que hoy es Arabia Saudí, así como en Damasco, lo que no ocurrió en el caso de Muhammad Ahmad Ibn Abd-Allāh.
La posibilidad de que esta época sea entendida como la época de la venida del Mahdi (para los musulmanes) se ha interpretado actualmente en relación con que uno de los signos que habrían de preceder a la venida del Mahdi según los hadices sería la presencia militar masiva de tropas cristianas en la península arábiga.
Los shaykhs musulmanes, frecuentemente de afiliación espiritual sufí, que afirman que estamos ante la inminente aparición pública del Mahdi, ven allí la posibilidad de un retorno del Califato islámico.
Un shaykh sufí de ortodoxia suní que ha sido particularmente enfático en este punto es Shaykh Nazim al Haqqani, que ha ofrecido una detallada descripción acerca de la época del Mahdi, con base en los hadices del profeta del Islam así como a lo que vendría a ser el depósito de conocimiento tradicional de la tariqa de la que forma parte. La afirmación le ha valido algunas críticas, si bien su reputación en el círculo de otros shaykhs sufíes por lo general ha permanecido como bien considerada, y en los últimos años han surgido otros shaykhs que afirman algo parecido a pesar de proceder de tendencias muy distintas entre sí.

## Características del Mahdi
Entre algunas de sus características que se dice podría tener:
- El Mahdi, solo por Agradar a Dios, Toma a pecho el Trabajo y la Misión de ayudar a Salvar la humanidad. (y los que merezcan ser salvos, los inocentes, que son llamados también el verdadero «pueblo de Dios», que son aquellos humanos que hacen la voluntad de Dios con sus buenos actos.)

- Ciertos Dones:

Inteligencia, Sabiduría, Experiencia, Agilidad, Valentía, Honestidad, Responsabilidad, Carisma, Bondad, Liderazgo, Madurez, Gran Humildad y Sencillez en su forma de ser, Amabilidad y Seriedad, El Goza de buena Salud y Protección Divina, El Mahdi, es tocado por Dios, y se dice que tiene contacto Directo y Habla Permanentemente con Dios, y Dios le responde, se dice también que caminan Juntos (Espiritual-Mente), y juntos hablan sobre La Salvación de La Tierra y los Inocentes. 
- Ciertos Poderes:

Por ser Cercano a Dios, Aparentemente debería tener ciertos poderes humanos y sobre naturales que se dice que tal vez podría tener:
- Tiene el poder del tercer ojo:

— Poder de visión, ver y conocer los pensamientos y acciones de otros (y a distancia), así mismo puede tener cierta visión del futuro.
— Poder de Telequinesis, puede hacer que se creen eventos de MetaFísica, e influenciar en la vida, puede influenciar y hacer materializar parte de su imaginación.
— Poder de Comunicación Mental o Telepática, con Dios, Con animales, con otros Seres Humanos, No Humanos y Espirituales.
— Sus ojos viven las dos dimensiones, ve el mundo terrenal y El mundo espiritual, en simultánea a la misma vez.
— Se dice que Espiritual-Mente, tiene acceso y comunicación al Mundo Espiritual, al Ades, y al Reino de los Cielos..
— Poder de Sanidad, y también se dice que puede acudir ante Dios, por la vida.
— Entre otros también se dice que, de cierta manera sobrenatural, ante su presencia, se puede manifestar que hay momentos que sucedan cosas extrañas, eventos raros, vientos, presencias, variaciones electromágneticas, o eléctricas, o de la energía, o de la luz, o también sucesos climáticos.
Estas características son dadas, de acuerdo a que esta persona aparentemente madura (de unos 40 años aprox. que es la madurez sugerida), en sí, es una persona que aunque está actualizada con su generación, toda su vida a llevado en su mente y en su corazón Solo a Dios, «todo el tiempo». Hasta que así mismo Dios, le unge y lo usa como el instrumento para salvar la creación.